# NESS Logos
NESS Logos a. s., dříve Logos a. s., je česká konzultační a technologická společnost sídlící v Praze, zaměřující se na speciální informační systémy pro finanční instituce, systémy pro řízení vztahů se zákazníky (CRM), správu podnikového obsahu, BI, Mobile messaging, Informační systémy pro telekomunikace. Založení společnosti se datuje do roku 1994. CzechInvest vyhlásila firmu roku 2008 za nejvýznamnějšího investora roku v oboru strategických služeb. Firma získala ocenění za nejlepší zákaznická řešení pro rok 2008, vyhlášená firmou Microsoft. V roce 2005 byla firma vyhlášena pátou nejrychleji rostoucí technologickou firmou ve střední Evropě podle žebříčku Deloitte.
Izraelská společnost Ness Technologies oznámila 31. července 2008 akvizici se společností Logos, při níž dojde k odkoupení 100 % akcií společnosti Logos a. s. Izraelský ekonomický portál Globes uvádí, že celkem Ness Technologies zaplatí za veškeré akcie 68 milionů amerických dolarů (při současném kurzu zhruba 1,043 mld. Kč), což je dosud největší akvizice v dějinách této firmy.
Hlavními produkty firmy jsou Logos SMART Messaging Platform a DocuLive a CRM Hosting.

## Podobné firmy
- ABRA Software
- Altus Development